# 靛灰蝶屬
靛灰蝶屬（學名：Caerulea）是灰蝶科眼灰蝶亞科中的一個屬。分佈於東洋界。

## 物種
- 扣靛灰蝶 （Caerulea coelestis）
- 靛灰蝶 （Caerulea coeligena）